# Chief Boot Knocka
Chief Boot Knocka é um álbum de estúdio de Sir Mix-a-Lot lançado em 1994.

## Faixas
1. "Sleepin' wit My Fonk" (Clinton, Collins) - 4:06
2. "Let It Beaounce" - 4:20
3. "Ride" - 3:37
4. "Take My Stash" - 4:36
5. "Brown Shuga" - 4:11
6. "What's Real" - 4:15
7. "Double da Pleasure" - :59
8. "Put 'em on the Glass" - 3:28
9. "Chief Boot Knocka" - 4:19
10. "Don't Call Me da Da" - 4:30
11. "Nasty Dogs and Funky Kings" - 4:00
12. "Monsta Mack" - 4:05
13. "Just da Pimpin' in Me" - 3:17
14. "I Checks My Bank" - 4:09